# Trebević
Der Trebević (serbisch-kyrillisch Требевић) ist ein Berg am südlichen Stadtrand von Sarajevo im Zentrum von Bosnien und Herzegowina. Er bildet den nordwestlichen Abschluss des Gebirgszuges Jahorina und erhebt sich bis auf 1629 m. Der Berg überblickt das gesamte Stadtgebiet der bosnisch-herzegowinischen Hauptstadt. Sein Gipfel befindet sich auf dem Gebiet der Verbandsgemeinde Istočni Stari Grad in der Republika Srpska.
Am Berghang befinden sich die für die Olympischen Winterspiele 1984 errichtete Bob- und Rodelbahn von Sarajevo sowie die Ruinen des Observatoriums Bistrik kula und weitere Überreste ehemaliger österreichisch-ungarischer Befestigungsanlagen, darunter die drei Festungen Zlatište, Palež und Dragiljac. Zum Startpunkt der Bobbahn führt die 2018 wieder eröffnete Trebević-Seilbahn (Trebevićka žičara). In Gipfelnähe befindet sich ein Fernsehturm, der für die Öffentlichkeit jedoch nicht zugänglich ist.
Der Wintersporttourismus läuft nach der Wiedereröffnung einiger Skipisten langsam wieder an, zieht aber bis jetzt vorrangig inländische Besucher an. Bereits vor dem Krieg war der Berg ein beliebtes Naherholungsgebiet für die Sarajevoer. Nach 2012 wurden mehrere Restaurants, Unterkünfte und das Freizeitzentrum Brus an den Berghängen eröffnet, die diese Tradition wieder aufnehmen.

## Geschichte
Im Bosnienkrieg, der acht Jahre nach den Spielen ausbrach, nutzten die Streitkräfte der Republika Srpska die Hänge des Trebević während der Belagerung von Sarajevo für ihre Artilleriestellungen. Die strategisch wichtigen Positionen waren hart umkämpft und nahezu der komplette Nordhang vermint. Bis 2011 wurden die meisten Minenfelder geräumt. An den Berghängen wurde das Massaker von Kazani von Angehörigen bosnischer Regierungstruppen verübt. Dabei wurden zahlreiche serbische Zivilisten zwischen 1992 und 1993 ermordet und einige in die Schachthöhle Kazani geworfen.
Im März 2008 lösten Pläne eines serbischen Kriegsveteranenverbandes, auf dem zur Republika Srpska zählenden Hügel Zlatište am Hang des Trebević ein 26 m hohes Betonkreuz zu errichten, in Sarajevo Empörung aus, da der Hügel während der Belagerung Sarajevos als serbische Stellung genutzt worden war. Die Bürgermeisterin der Hauptstadt sowie der Hohe Repräsentant Miroslav Lajčák sprachen sich energisch gegen die Errichtung eines religiösen Symbols an dieser Stelle aus. Im September 2014 wurde ein etwa zehn Meter hohes provisorisches Kreuz errichtet, das jedoch kurz darauf von Unbekannten zerstört wurde.

## Galerie

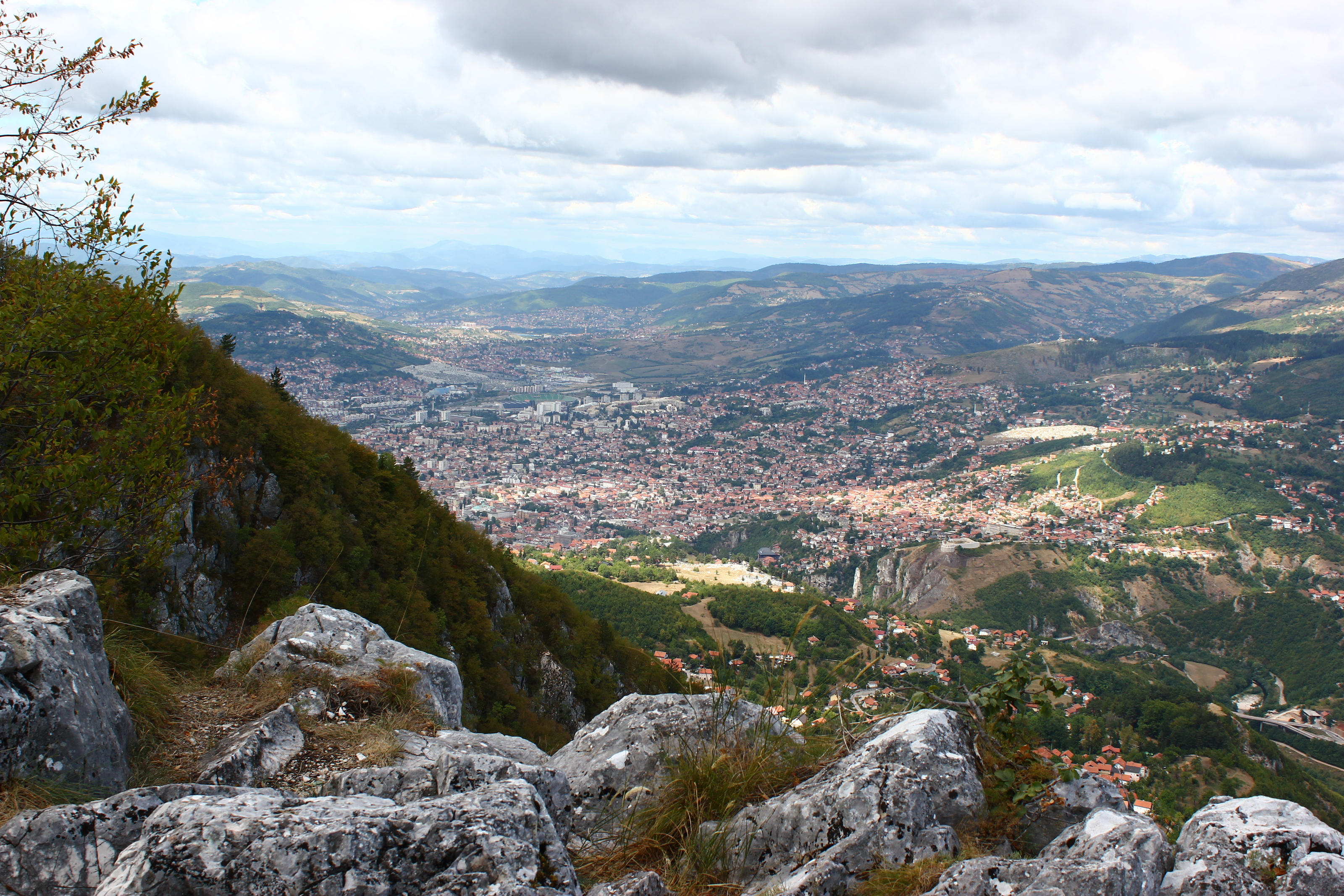
Blick vom Trebević auf Sarajevo
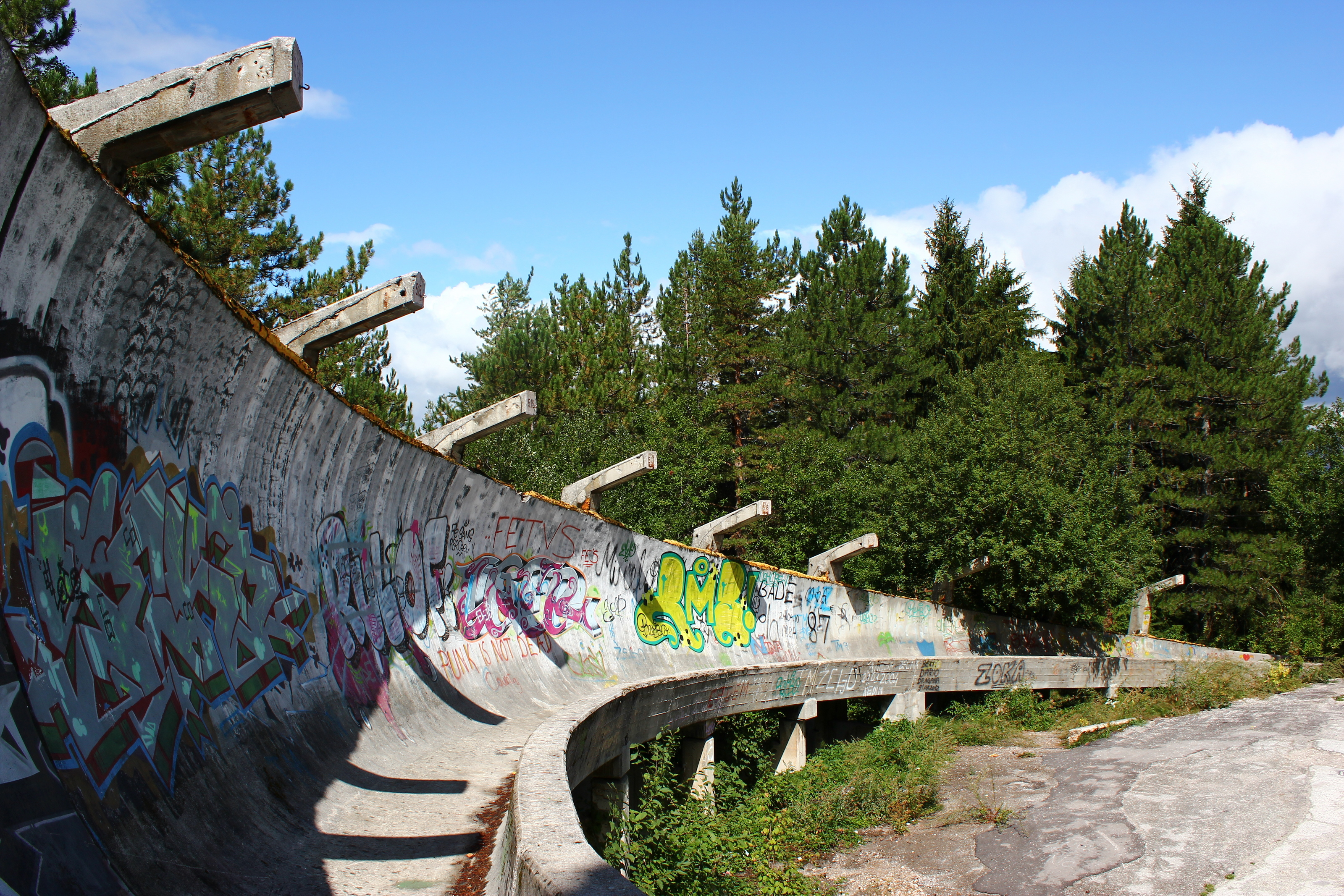
Olympische Bobbahn von 1984
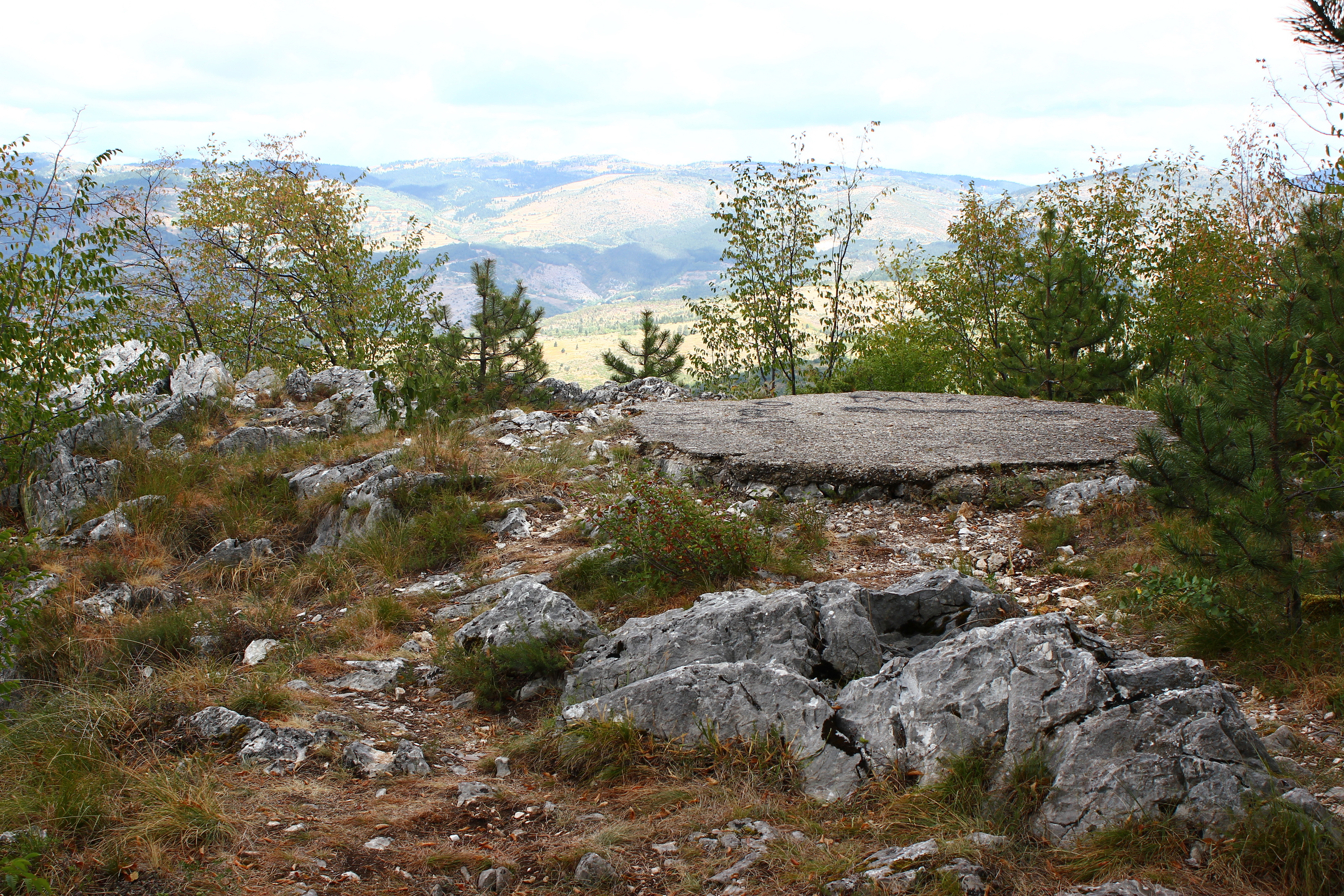
Serbische Artilleriestellung aus dem Bosnienkrieg
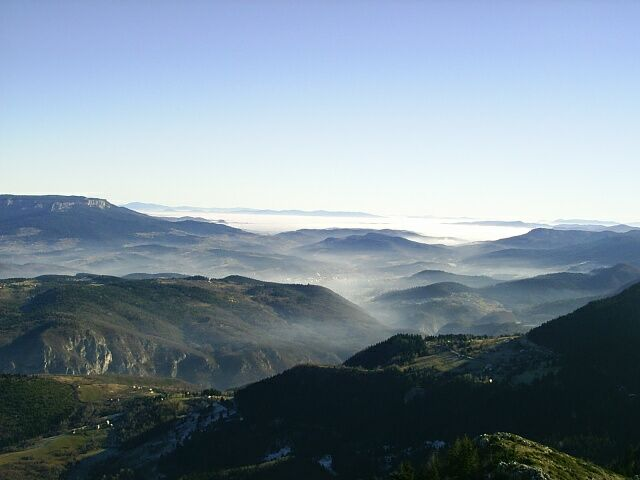
Ausblick in Richtung Pale
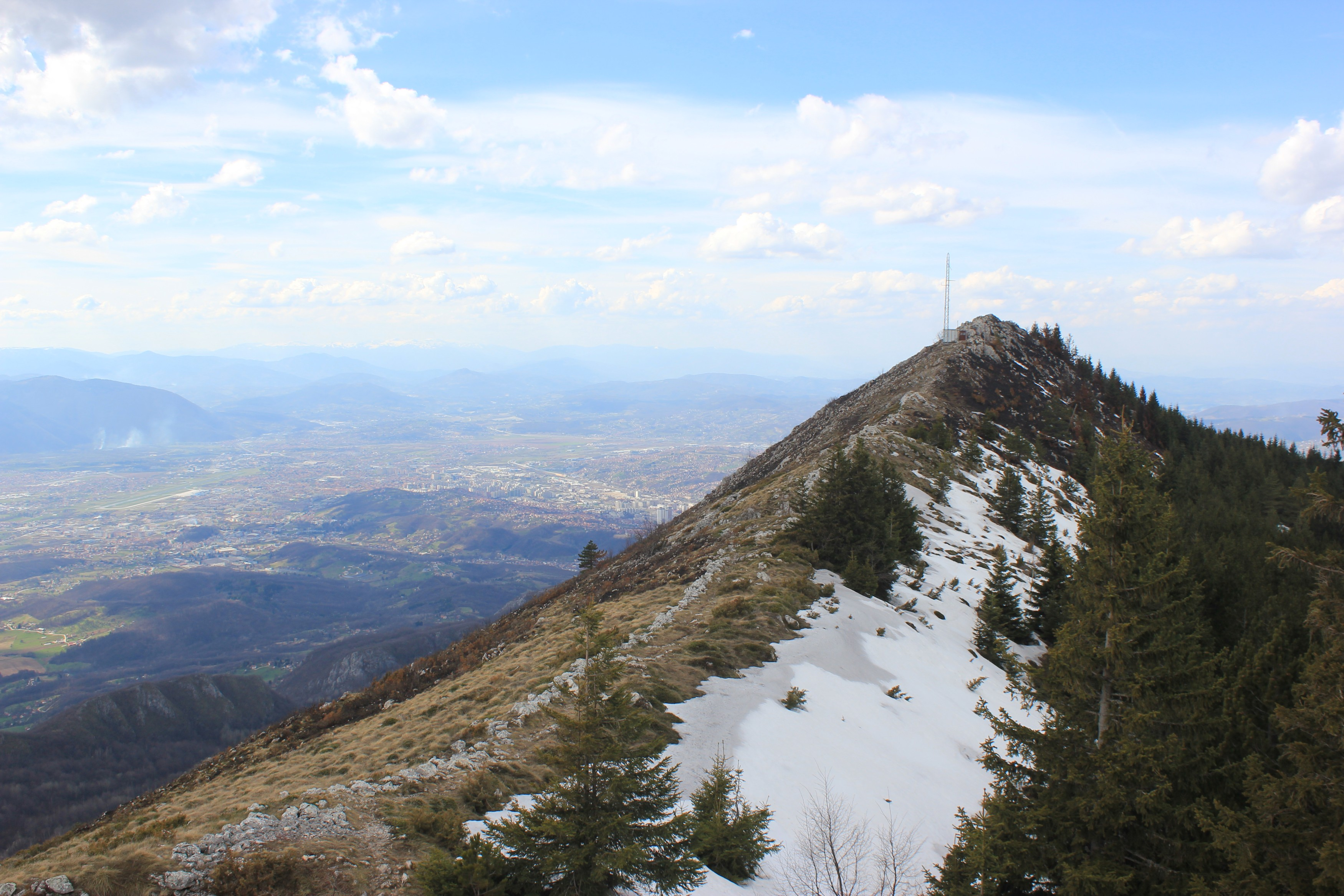
Gipfelgrat
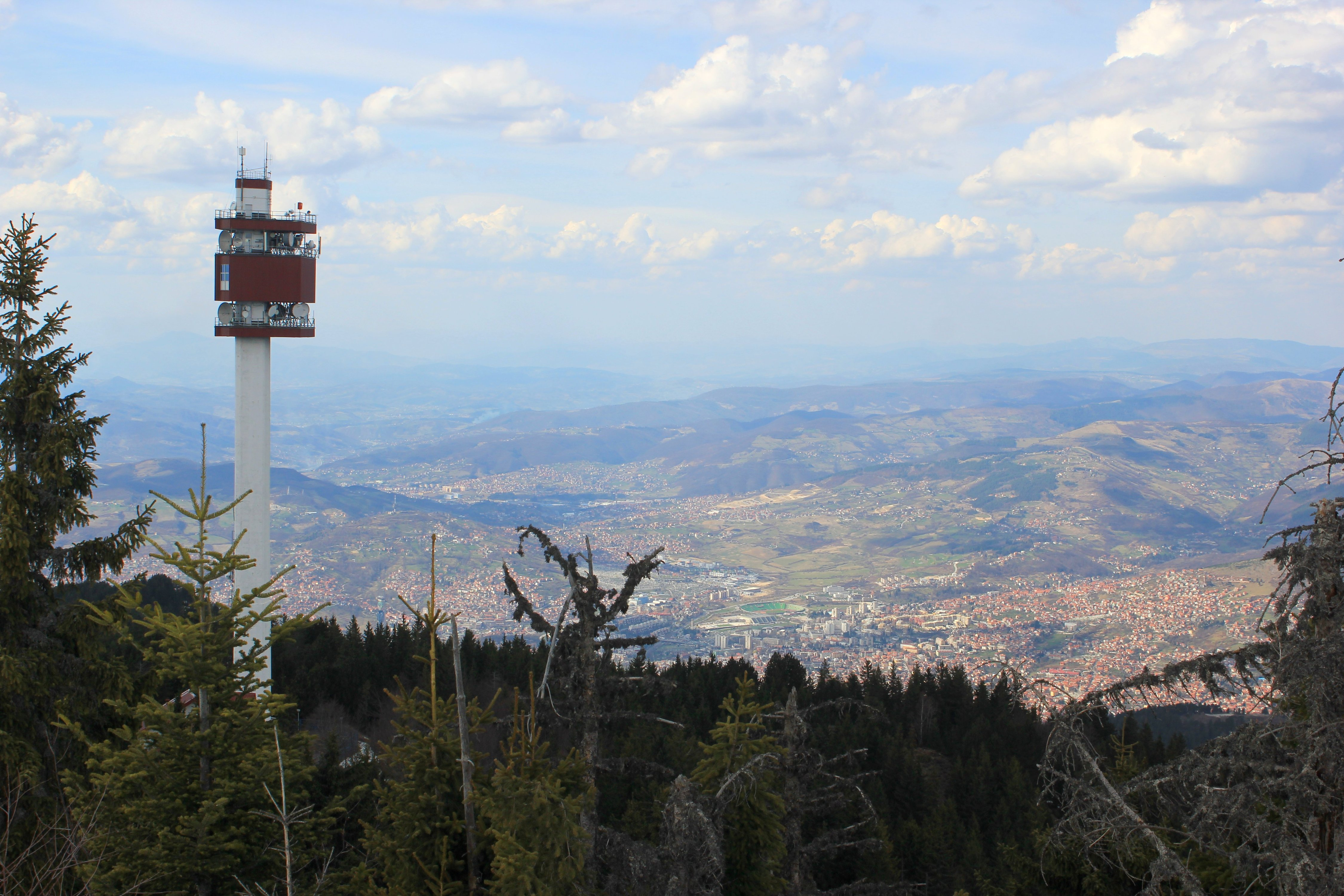
Fernsehturm mit Blick nach Sarajevo